# Rivière Indienne
La rivière Indienne est un affluent du Lac Le Barrois (lac de la zone supérieure de la rivière aux Saumons), coulant dans le territoire non organisé de Lac-Ashuapmushuan, dans la municipalité régionale de comté (MRC) du Domaine-du-Roy, dans la région administrative de Saguenay–Lac-Saint-Jean, dans la province de Québec, au Canada.
La vallée de la rivière au Doré est surtout desservie par des routes forestières.

## Géographie
La rivière Indienne tire sa source à l'embouchure du lac Vienne (en forme de Y; altitude: 447 m) en zone forestière du territoire non organisé de Lac-Ashuapmushuan. Ce lac est alimenté au nord-ouest par le ruisseau de Nevers. L'embouchure du lac Vienne est située :
- au sud-ouest du centre du village de La Doré;
- au sud-ouest du centre-ville de Saint-Félicien;
- au sud de l'embouchure de la rivière Indienne[2].

À partir de sa source, la rivière Indienne coule sur environ 3 km vers le nord en ligne droite, avec une dénivellation de 16,0 m, entièrement en zone forestière et en traversant une zone de marais en fin de parcours.
La rivière Indienne se déverse au fond de la baie Indienne, sur la rive sud du lac Le Barrois qui est un lac de la partie supérieure de la rivière aux Saumons. Cette confluence est située :
- à l'ouest du lac Clarvaux ;
- au sud de l'embouchure du lac Le Barrois[2].

À partir de l’embouchure de la rivière Indienne, le courant traverse vers le nord le lac Le Barrois puis descend le cours de la rivière aux Saumons sur environ 70 km, le cours de la rivière Ashuapmushuan vers le sud-est puis traverse le lac Saint-Jean vers l'est sur environ 41 km (soit sa pleine longueur), emprunte le cours de la rivière Saguenay via la Petite Décharge vers l'est jusqu'à Tadoussac où il conflue avec l’estuaire du Saint-Laurent.

## Toponymie
Le toponyme « rivière indienne » a été officialisé le 22 septembre 1976 à la Banque des noms de lieux de la Commission de toponymie du Québec.